# Phyllida Lloyd
Phyllida Lloyd, CBE (n. 17 iunie 1957) este o regizoare de film, operă și de teatru, cunoscută pentru filmele Mamma Mia! și The Iron Lady.

## Biografie, carieră
Phyllida Lloyd a crescut în Nempnett Thrubwell. După absolvirea Universității din Birmingham, în 1979, cu un Bachelor of Arts în limba engleză (BA, English), a lucrat pentru următorii cinci ani în departamentul BBC Television Drama. În 1985, a primit o bursă din partea Arts Council of Great Britain pentru a funcționa ca regizor pentru cursanți la Teatrul Wolsey din Ipswich. În anul următor, a fost numită regizor asociat la un alt teatru, Everyman Theatre din Cheltenham, iar în 1989, regizor asociat la teatrul Bristol Old Vic, unde producția sa a piesei lui Shakespeare Comedia erorilor a fost un spectacol de succes și de referință.

## Filmografie

### Filme
| An   | Film          | Note |
| ---- | ------------- | --- |
| 2008 | Mamma Mia!    | Premiul Rembrandt pentru cel mai bun film internațional Nominalizată – BAFTA Award for Best Film Nominalizată – Premiul Amanda pentru cel mai bun film străin |
| 2011 | The Iron Lady | Academy Award for Best Actress (Streep) Nominalizat – Audience Award                                                                                          |

## Onoruri
Oxford University a numit Phyllida Lloyd, în 2006, ca fiind visiting profesor Cameron Mackintosh de teatru contemporan, în același an în care i s-a conferit un grad universitar onorific de către Bristol University. În 2008, ziarul The Independent a numit regizoarea de teatru, operă și film printre 101 cele mai influente persoane LGBT din Marea Britanie.  În 2010, pe aceeași listă, a fost pe poziția a 22-a, după ce, în anul anterior, fusese pe poziția a 7-a.
Lui Lloyd i s-a decernat titlul de Commander of the Order of the British Empire (CBE) în cadrul ceremoniilor Anului Nou 2010. În 2009, i se conferise titlu de DLitt, Honorary Degree, 2009 Birmingham University.